# بروک باربوتو
بروک باربوتو (انگلیسی: Brooke Barbuto؛ زادهٔ ۲۴ آوریل ۱۹۸۷) بازیکن فوتبال اهل ایالات متحده آمریکا است.
از باشگاه‌هایی که در آن بازی کرده‌است می‌توان به وسترن نیویورک فلش اشاره کرد.